# Joseph Aoun
Pour les articles homonymes, voir Aoun.
Joseph Aoun (en arabe : جوزاف عون), né le 10 janvier 1964 à Sin el Fil (Liban), est un officier militaire et homme d'État libanais, président de la République libanaise depuis le 9 janvier 2025.
Après avoir commencé sa carrière dans l'armée en 1983, il commande les forces armées libanaises entre 2017 et 2025. Il remporte l'élection présidentielle le 9 janvier 2025, avec une majorité de 99 voix sur 128 au sein du Parlement, après plus de deux ans de vacance de la présidence.

## Biographie

### Jeunesse et études
Joseph Khalil Aoun est né le 10 janvier 1964 à Sin el-Fil, dans la banlieue de Beyrouth, dans le district du Metn. Il est le fils de Hoda Ibrahim Makhlouta et de Khalil Aoun. Il termine ses études secondaires au Collège des Frères Mont La Salle. Sa famille est originaire de la ville d'Al-Aaishiyah, au sud du Liban.
Il obtient en 2007 une licence en sciences politiques et affaires internationales de l'université libano-américaine (en). Il est également titulaire d'une licence en sciences militaires de l'Académie militaire de l'armée libanaise,,.

### Vie privée
Joseph Aoun est marié à Nehmat Nehmeh. Ils ont deux enfants, Khalil et Nour. Il parle couramment l'arabe, le français et l'anglais. 

### Carrière militaire

#### Débuts dans l'armée
Joseph Aoun rejoint les forces armées libanaises en 1983. Il suit une formation à l'étranger, notamment aux États-Unis et en Syrie. Il est également formé à la lutte contre le terrorisme aux États-Unis en 2008 et au Liban en 2013. Il est à la tête de la 9e brigade d'infanterie de l'armée depuis 2015.
En 1990, lors de la guerre du Liban, Joseph Aoun sert comme lieutenant sous le commandement du chef du régiment des commandos Bassam Gergi à la caserne d'Adma. Au cours de la bataille d'Adma lors de la guerre d'élimination, Gergi est tué et Aoun prend alors la tête du régiment,.

#### Commandant des forces armées libanaises

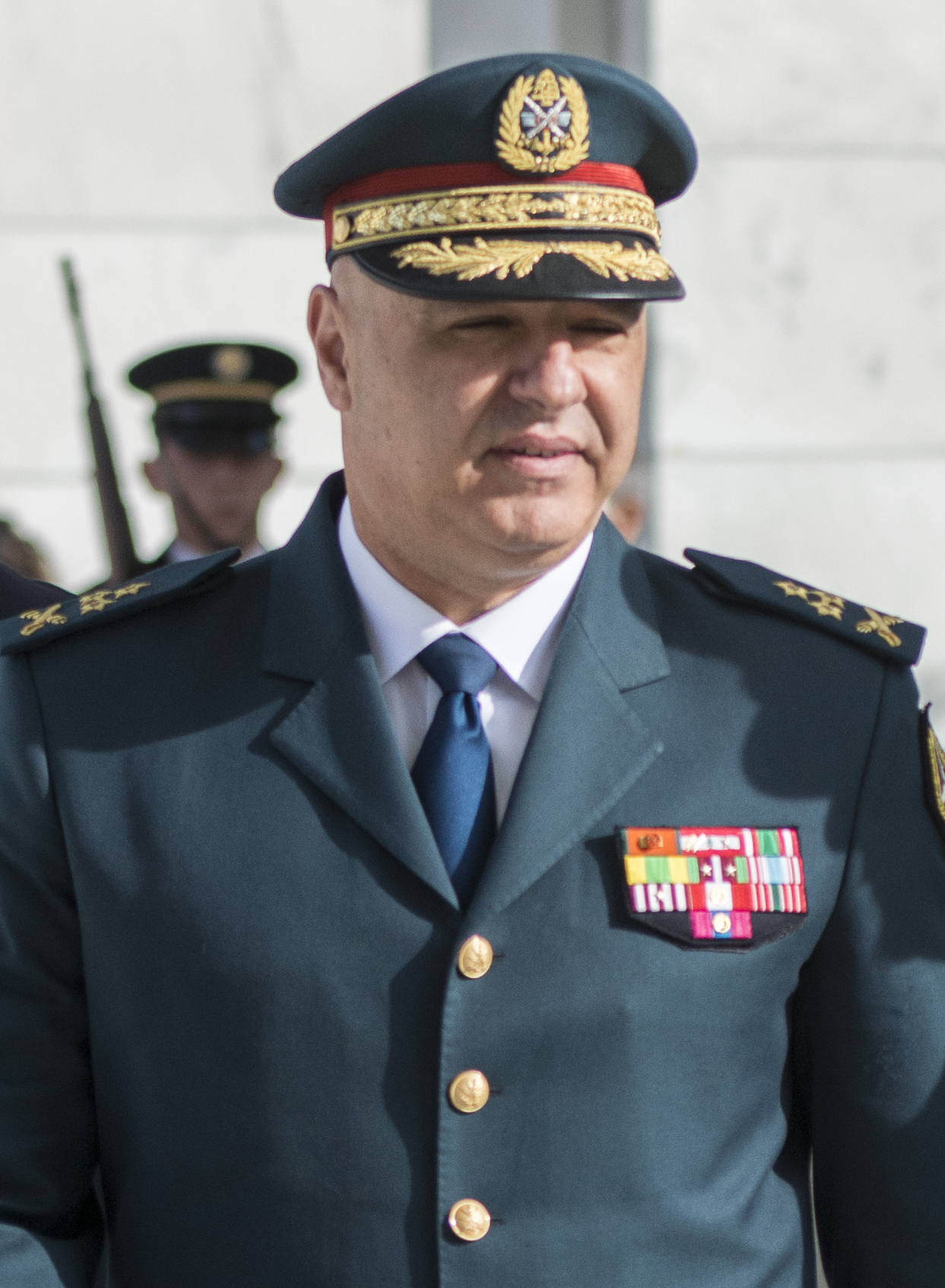
Le général Joseph Aoun en juin 2018.

Joseph Aoun monte en grade et son importance augmente en 2015 lorsqu'il est nommé commandant de la 9e brigade, déployée à la frontière avec Israël.
Le 8 mars 2017, le gouvernement libanais le nomme commandant en chef des Forces armées libanaises, en remplacement de Jean Kahwaji. Il mène des combats contre l'avancée de l'État islamique (EI) dans l'est du Liban, où des centaines de militants du Front al-Nosra et de l'EI sont retranchés, dans des zones arides à la frontière avec la Syrie. Le 19 août 2017, il commande l'opération Jroud Dawn, une offensive visant à expulser les combattants islamistes de leurs bastions, qui est un succès.
À la suite des manifestations au Liban et face à l'impasse à propos de la formation du gouvernement, le général Aoun prononce le 8 mars 2021 un discours sur la situation locale et régionale. Il met l'accent sur la crise économique et son impact sur l'état-major et s'adresse à la classe politique : « Où allons-nous ? Qu'attendez-vous ? Que comptez-vous faire ? Nous avons averti plus d'une fois du danger de la situation ». Son discours devient viral sur les réseaux sociaux.
Le 15 décembre 2023, la Chambre des députés vote la prolongation du mandat de Joseph Aoun à la tête de l'armée pour un an, proposition qui est principalement soutenue par l'opposition libanaise, dont le mouvement Amal et le Parti socialiste progressiste. Durant cette période, il dirige l'armée libanaise lors de l'invasion israélienne du Liban, à partir de 2024. Le 28 novembre 2024, le Parlement vote la prolongation de son mandat une deuxième fois.

### Élection présidentielle en 2025
La candidature éventuelle de Joseph Aoun est évoquée pour la première fois par le dirigeant du parti des Forces libanaises, Samir Geagea, en juillet 2022. Celui-ci déclare qu'il ferait un bon successeur à Michel Aoun (pas de lien de parenté). Le Qatar déclare soutenir sa candidature lors d'une visite de responsables qataris, s'engageant notamment à soutenir l'armée avec une aide financière et militaire. Les États-Unis annoncent également apporter leur soutien. Un groupe de cinq pays est formé par l'envoyé de Doha, comprenant les États-Unis, la France, l'Arabie saoudite et l'Égypte, afin de tenir des pourparlers visant à résoudre le problème de la vacance présidentielle au Liban. La plupart des pays apportent aussi leur soutien à l'élection de Joseph Aoun.
Au terme de l'élection présidentielle libanaise initiée en 2022, Joseph Aoun est finalement élu président de la République libanaise le 9 janvier 2025, après une vacance de la présidence de plus de deux ans et de multiples premiers tours entre 2022 et 2025, l'élection étant bloquée par l'absence de quorum, puis par la guerre entre Israël et le Hezbollah. Il est ainsi élu, au quatorzième tour, par 99 membres de la Chambre des députés sur 128. Sa candidature à la présidence du Liban a été soutenue et encouragée par les pays du Quintette, soit les États-Unis, la France, le Qatar, l'Égypte et l'Arabie saoudite.

### Président de la République libanaise
Joseph Aoun prête serment devant la Chambre des députés et est investi président de la République libanaise le 9 janvier 2025, jour de son élection, succédant indirectement à Michel Aoun après plus de deux ans de vacance de la fonction. Il déclare dans son discours d'investiture vouloir s'employer « à consacrer le droit de l’État [libanais] à avoir le monopole des armes » et qu’il respecterait la trêve établie fin novembre (entre Israël et le Hezbollah).
Il désigne le diplomate, juriste et président de la Cour internationale de justice Nawaf Salam, comme nouveau Premier ministre le 13 janvier. Celui-ci est officiellement nommé et investit avec le gouvernement le 8 février suivant.
Il précise en avril 2025, lors d'une visite officielle au Qatar, que « 2025 sera l’année qui verra les armes concentrées entre les mains de l’État ».

## Distinctions

### Décorations civiles libanaises
Grand maître des ordres honorifiques libanaises en sa qualité de président de la République, il est également récipiendaire des décorations suivantes :
- Grand cordon de l'ordre national du Cèdre (en tant que président de la République libanaise)
- Grand maître et membre de la classe exceptionnelle de l'ordre du Mérite (en tant que président de la République libanaise).

### Décorations militaires libanaises
- Officier de l'ordre national du Cèdre[23],[24]
- Première classe de l'ordre du Mérite

- Médaille de la guerre (3 fois)
- Médaille des blessés (2 fois)
- Médaille de l'Unité nationale
- Médaille de « l'Aube du Sud »
- Médaille de la vaillance militaire, Argent

### Décorations étrangères
- Officier de la Légion d'honneur ( France, 2020)[25].
- Collier (Athir) de l'ordre du Mérite national ( Algérie, le 30 juillet 2025)[26].